# Kvänum
Kvänum – miejscowość (tätort) w Szwecji, w regionie administracyjnym (län) Västra Götaland, w gminie Vara.
Według danych Szwedzkiego Urzędu Statystycznego liczba ludności wyniosła: 1278 (31 grudnia 2015), 1386 (31 grudnia 2018) i 1396 (31 grudnia 2019).